# Kelbke
Die Kelbke ist ein 7,5 km langer, orografisch linker Nebenfluss der Ruhr im nordrhein-westfälischen Hochsauerlandkreis.

## Name
Der Name ist eine Verkürzung von Kel-beke und setzt sich zusammen aus dem Grundwort -beke für 'Bach' und dem altsächsischen Wort *kela für 'Kehle' im Sinne von 'Schlucht, Hohlweg'.

## Geographie

### Verlauf
Die Kelbke entspringt bei Oesterberge an der Ostflanke der Markshöhe auf einer Höhe von 488 m ü. NHN. Überwiegend nach Norden fließend erreicht der Bach Calle. Hier mündet rechtsseitig der 6,8 km lange Schürenbach und linksseitig der 4,9 km lange Waller Bach (Wallerbach, im Oberlauf Wiemke). Wenig später mündet der Bach südöstlich von Wennemen auf 241 m ü. NHN in die Ruhr.
Der Bach überwindet auf seinem 7,5 km langen Weg einen Höhenunterschied von 247 m, was einem mittleren Sohlgefälle von 32,9 ‰ entspricht. 

### Einzugsgebiet
Die Kelbke entwässert ein 24,089 km² großes Einzugsgebiet über die Ruhr und den Rhein zur Nordsee. Die höchste Erhebung ist der Hohe Ransen mit einer Höhe von 593 m ü. NHN im Südwesten des Einzugsgebiets. Das Einzugsgebiet wird von zahlreichen Hügeln geprägt, die überwiegend bewaldet sind, in den Tälern dominieren landwirtschaftliche Nutzflächen und am Mittellauf liegen die Siedlungen von Calle, Voßwinkel und Wallen.

### Zuflüsse
(Von der Quelle bis zur Mündung)
- Lumecke (links), 0,5[5]
- Schürenbach (rechts), 6,8 km, 9,02 km², 149,53 l/s
- Wallerbach (links), 4,9 km, 7,02 km². 120,27 l/s

## Landschaftsschutzgebiete
Die Kelbke verläuft zum großen Teil im Landschaftsschutzgebiet Kelbketalsystem und im Landschaftsschutzgebiet Stesser Wiese nördlich Calle.